# 兵頭功海
兵頭功海（日语：／ Hyodo Katsumi、1998年4月15日—），日本男演員，出生於福岡縣，隸屬於Amuse事務所。身高185cm，體重65kg。

## 簡歷
- 2017年，參加GirlsAward×avex『BoysAward Audition 3rd』獲得Boys Award[1]。
- 2018年，參加由GYAO與Amuse合辦的選拔賽『NEW CINEMA PROJECT』奪得「演出者」類別大獎[2]。
- 2019年，7月20日上映的電影《五億円的人生》中首次亮相。同年，在特攝電視劇《騎士龍戰隊龍裝者》中飾演金瀧（カナロ）／龍裝金作為初次電視劇演出。
- 2022年，3月18日至19日MBS播出的特別劇《Inversion》中首次擔任主演[3]。
- 2023年，10月期TBS日曜劇場《下剋上球兒》飾演投手「根室知廣」而廣受關注[4]。
- 2024年，9月27日與濱正悟共同主演TBS電視劇《毒戀》，這是他首次在連續劇中擔任主角[5]。

## 人物
- 特長是棒球、唱歌、吉他和游泳。
- 有一半台灣血統。
- 名字的由來是『我所取得的成功，願它傳遍海洋走到世界』[6]。
- MBTI是ENFP或ESFP[7]。
- 四兄弟妹中的大哥，下面是小兩歲的弟弟、小九歲的妹妹、還有小十二歲的弟弟[8]。

## 演出作品

### 電視劇
- 騎士龍戰隊龍裝者 第14話 - 最終話（2019年6月23日 - 2020年3月1日，朝日電視台）- 飾演 金瀧（カナロ）／龍裝金
- 單戀美食家日記（日语：片恋グルメ日記#テレビドラマ）（2020年10月12日 - 12月14日，TOKYO MX）- 飾演 星勇氣[9]
  - 單戀美食家日記2（日语：片恋グルメ日記#テレビドラマ）（2022年5月23日 - 7月11日，TOKYO MX）- 飾演 星勇氣[10]
- 辦公室的秘密新婚（日语：社内マリッジハニー#テレビドラマ）（2020年11月13日 - 12月25日，MBS）- 飾演 西谷健太郎[11]
- 遺留搜查 第6季 第2話（2021年1月21日，朝日電視台）- 飾演 諏訪剛志[12]
- DIVE!! 第6話・第11話・最終話（2021年5月19日・6月23日・30日，東京電視台）- 飾演 山田篤彦[13]
- 科搜研之女 Season21 第3話（2021年11月4日，朝日電視台）- 飾演 溝口晴翔[14]
- 管理官King（日语：管理官キング）（2022年1月6日，朝日電視台）- 飾演 有馬蓮
- Inversion（2022年3月18日・19日，MBS）- 主演・外山守[3]
- 特搜9 Season5 第5話・第6話（2022年5月4日・11日，朝日電視台）- 飾演 瀧口俊介[15][16]
- 神探伽利略：禁斷的魔術（2022年9月17日，富士電視台）- 飾演 五十嵐[17]
- Blue Birthday（2023年2月8日 - 3月29日，關西電視台）- 飾演 木村晋介[18]
- 今野敏 懸疑機動搜索隊235×強行犯系 樋口顯 （页面存档备份，存于） 第6話（2023年3月3日，東京電視台）- 飾演 安藤晴人
- DRAFT KING（日语：ドラフトキング#テレビドラマ） 第7話 - 最終話（2023年5月20日 - 6月10日，WOWOW）- 飾演 仲眞大海[19]
- DROP（日语：ドロップ_(小説)#テレビドラマ)）（2023年6月2日 - 8月4日，WOWOW）- 飾演 Jo / 明智丈[20]
- CODE-願望的代價-（2023年7月2日 - 9月3日，讀賣電視台・日本電視台）- 飾演 八重樫享[21]
- 下剋上球兒（2023年10月15日 - 12月17日，TBS）- 飾演 根室知廣[4]
- 隔壁的護佐姐姐 第6話（2024年2月14日，日本電視台）- 飾演 片岡照希[22]
- 9Border 第1話・第2話・第4話・第9話（2024年4月19日・26日・5月10日・6月14日，TBS）- 飾演 立花祐輔[23]
- 星期六在做什麼!? Ikedora（2024年8月3日 - 31日，關西電視台、富士電視台） - 主演[24][25]
- 毒戀～毒過了頭就會變成戀愛〜 （页面存档备份，存于）（2024年9月17日 - 12月10日，TBS） - 主演・哈爾特（ハルト）（與濱正悟雙主演）[5]
- 五十嵐夫婦是偽裝的陌生人（日语：五十嵐夫妻は偽装他人）（2025年1月9日 - 3月27日，東京電視台）- 飾演 瀨戶翠[26]
- 我所不知道的自己（日语：私の知らない私）（2025年1月9日 - 3月20日，讀賣電視台・日本電視台）- 飾演 相澤龍之介[27]
- DOCTOR PRICE 第4話（2025年8月3日，日本電視台）- 飾演 森家一平[28]

### 網路劇
- 想談一場偶像劇般的戀愛系列2（2018年12月1日 - 2019年2月16日，AbemaTV） - 飾演 カツ
- FHIT MUSIC♪〜倉木麻衣〜（2019年3月8日、dTV）
- 戀愛中的品川君（2019年4月19日 - 24日、全4回，PS公式Instagram） - 主演・品川
- LINE網路劇『我收到了一封來自我曾經喜歡過的人的LINE訊息。』×「一首關於即使某人背叛了你你仍會愛他的歌。』」りりあ。（2020年8月4日 - 18日、全5回，LINE Japan） - 飾演 四郎
- 黑色灰姑娘（日语：ブラックシンデレラ）（2021年4月22日 - 6月10日，AbemaTV） - 飾演 滝川隼人[29]
  - 黑色灰姑娘 -畢業篇-（前篇：2021年6月10日・後篇：6月17日，AbemaTV）[30]
- CoolMEN！～3分鐘邂逅可愛男友～ 第4話（2021年12月2日，Spotify、有聲劇） - 腹黒執事的男友・ルイ[31]
- 請聽、這是最後一首歌。（2022年2月17日 - 3月17日、全5話，ahamo公式YouTube頻道） - 飾演 桂木正敏[32]
- INFORMA -地下世界的野獸們-（2024年11月7日 - ，ABEMA） - 飾演 優吉[33]

### 電影
- 五億円的人生（2019年7月20日公開） - 飾演 透[34]
- 騎士龍戰隊龍裝者 - 飾演 金瀧（カナロ）／龍裝金
  - 騎士龍戰隊龍裝者 THE MOVIE：時空錯亂！（2019年7月26日公開）
  - 劇場版：龍裝者VS魯邦連者VS巡邏連者（2020年2月8日公開）[35]
  - 騎士龍戰隊龍裝者|騎士龍戰隊龍裝者 ー 特別篇 靈魂伴侶的記憶（2021年2月20日公開）[36]
- Moja（2022年6月公開）- 主演・星矢[37]
- Red Bridge（日语：レッドブリッジ） / Red Bridge 前傳（2022年6月4日公開） - 飾演 卷龍一[38]
- 無法抹去的記憶（2023年3月31日公開） - 主演・西潤一[39]
- Amuse Presents SUPER HANDSOME LIVE 2022 “ROCK YOU! ROCK ME!!”（2023年5月19日 - 6月1日公開）[40]
- 18歲的成年人（2024年3月1日公開）- 主演・成田誠（マコト）[41][42]
- 愛的去路（2024年3月1日公開） - 飾演 七瀬徹[43]
- 禁忌之戀(原名：蒲団)（日语：蒲団_(小説)#映画）（2024年5月11日公開） - 飾演 田中秀夫[44]
- 我們都是宇宙人。（2024年6月7日公開） - 主演・星矢[45]
- 藍色時期（2024年8月9日公開）- 飾演 戀窪晉[46]
- BADBOYS -THE MOVIE-（2025年5月30日公開）- 飾演 段野秀典[47]

### 電視節目
- 戀愛心機又怎樣?（日语：あざとくて何が悪いの%3F）（2020年11月21日，朝日電視台）[48]
  - 戀愛心機又怎樣?（日语：あざとくて何が悪いの%3F）「Azato連續劇」第5彈（2022年6月5日 - 9月25日，朝日電視台） - 飾演 真中健太郎[49]
- HANDSOME SEMINAR（2021年1月25日 - 12月27日，毎日放送）[50]
- 男女好機車 像小品喜劇的真實故事「對廉價食品過敏的女人」（2021年3月8日，富士電視台）- 飾演 森村[51]

### 資訊節目
- 鬧鐘電視（2024年1月11日・16日・23日・29日，富士電視台） - 每月娛樂節目主持[52]

### CM
- 株式会社NOVAC （页面存档备份，存于）「野羽君登場篇」～建設日本～ （页面存档备份，存于）（2022年9月24日 - ）- 飾演 野羽美雄
- 瑞可利控股 結婚情報誌「ZEXY」（2023年4月20日 - ）[53]

### 音樂錄影帶
- 橋本裕太「ボクラセダイ」（2019年2月27日[54]）
- TANAKA ALICE「Miss summer」（2019年7月6日）
- reGretGirl「カーテンコール」（2021年1月27日[55]）
- KEISUKE「じゃあね。」（2021年10月27日）
- 優里「おにごっこ」（2022年9月16日[56]）
- 優里「恋人じゃなくなった日」（2023年3月1日[57]）

### 玩具
- 騎士龍戰隊龍裝者 龍裝劍 -MEMORIAL EDITION-（2020年9月）
- 騎士龍戰隊龍裝者 鎧裝劍 -MEMORIAL EDITION-（2022年2月）

## 書籍

### 寫真集
- 兵頭功海 1st寫真集『かつ』（2023年12月18日發售，WANI BOOKS）[58]ISBN 2978-4-8470-8534-5

## 備註

## 外部連結
- 兵頭功海的官方網站 （页面存档备份，存于）
- 兵頭功海的X（前Twitter）
- 兵頭功海的Instagram帳戶
- 兵頭功海的TikTok
- 兵頭功海的新浪微博